# 小川年安
小川 年安（おがわ としやす、 1911年1月1日 - 1944年7月11日?）は、広島県出身のプロ野球選手。
大阪タイガース創立時の3番打者、正捕手。戦死したプロ野球選手の一人。結婚後の姓名は吉田 年安（没年および姓については後述）。　　

## 来歴・人物
1927年、前年春選抜を制した広陵中学（現・広陵高校）の捕手として、春選抜は田部武雄と、夏の選手権は八十川胖とバッテリーを組み、更に打線も山城健三、三浦芳郎、中尾長らを揃えて広陵野球部史上最強チームと言われたが、連覇を狙った春は小川正太郎の和歌山中学に、夏も水原茂らのいた高松商業に決勝で敗れた。
翌1928年も春夏連続出場したが、いずれも初戦敗退。続いて翌1929年春は、中尾、佐々木美利、野村実に、のち慶大・阪神と同僚となる平桝敏男らがいた強力打線だったが、決勝で第一神港商業にまたしても敗れ準優勝（第一神港商業は翌年も優勝し史上初の春連覇）。 
小川最後の夏、広陵は実業家に招待されハワイ遠征。小川は夏の大会出場を嘆願したが聞き入られず遠征に参加。約2ヶ月（当時は船で片道10日）の間、有料試合を行う。更に帰国が新学期に間に合わず問題となり翌年の選抜は選に洩れた。結局小川は5季連続甲子園出場して3度準優勝、という珍しい記録を持つに至った。捕手として知られるが、甲子園では投手としても数試合登板経験がある。
1930年、慶應義塾大学に進学。水原や宮武三郎らとバッテリーを組み、また強打の4番としてスター選手となり慶應義塾大学野球部再度の優勝に貢献。1931年の春季リーグ戦、有名な八十川ボーク事件が起きた対明大2回戦での先制ホームランは、大試合の初回カウントノースリーから打って出た一撃として知られる。相手投手は同窓の田部武雄だった。同春季の早慶戦2回戦で、三原脩にホームスチールを敢行された時の捕手でもあった（投手は水原）。
リーグ通算成績は65試合に出場し208打数58安打、1本塁打、打率.279。名捕手としての知名度だけではなく、六大学を代表する美男子ともいわれ、いわゆる「慶應ボーイ」で女性人気も非常に高かったという。同年、初めて来日したレフティー・グローブ、ルー・ゲーリッグら米大リーグ選抜チームと対戦する日本選抜チームの捕手にファン投票で選ばれ、正捕手を務めた。
1935年12月20日、この年創設された大阪タイガースと契約、入団。背番号2。翌1936年、プロ野球リーグが開幕。この年は主に3番を任され、チームトップの打率.342を記録。誰も打てなかった巨人沢村栄治のホップする剛速球を、「大根切り打法」で攻略するなど活躍した。
同年秋招集され、翌1937年(昭和12年)1月、東京中野の第一電信連隊へ入隊。

### 戦死について

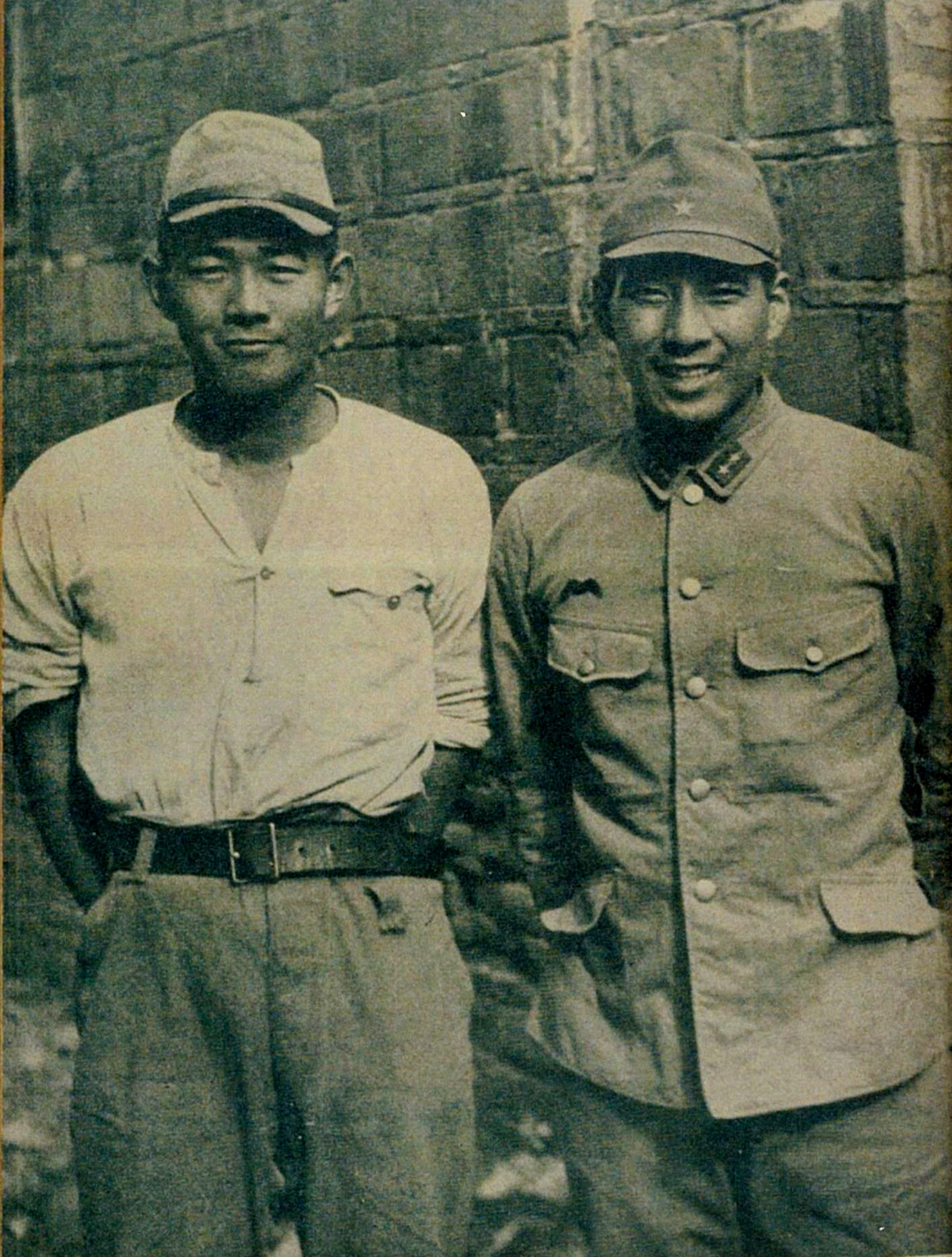
戦地での小川（右。左は沢村栄治）

1944年に中国で戦死した、とされる。正確な死没地や死没の状況などについては不明。出征後、小川が帰還しないため戦死として認定されて記録されたものと考えられている。
沢村栄治が最初の招集で中国戦線から帰還し、プロボクサーの笹崎僙と対談した記事（オール讀物1940年9月号）の中で「戦場では戦友が次から次へ死に、全然野球の事は考えていなかったが、野戦病院で小川と会い野球を思い出した」と答えている。沢村が中国にいたのは1938年4月から1939年8月までなので、小川は少なくともこの頃までは生きていた事になる(文藝春秋編 1988)。なおこの記事では小川を「現在大阪タイガース所属」と記している。
小川の墓は、神奈川県横浜市鶴見区の總持寺にあり、墓銘には「昭和19年7月11日」と小川の命日が記されている。また、東京ドーム敷地内にある鎮魂の碑に、小川の名が刻まれている。

## 親族
妻は吉田多嘉で、明治の大実業家益田孝の孫娘・初代小田原市長の益田信世の娘に当たる。多嘉は益田孝の妾で信世の母・タキの姓だった吉田姓を引き継ぎ、小川を婿として迎えていた。その為小川の結婚後の姓は吉田であり、墓にも吉田年安の名が刻まれている。
總持寺の墓には妻も葬られており、小川の死から62年後の2006年に亡くなっていた事が墓銘により判明している。

## 逸話
- タイガースの初代主将・松木謙治郎は、著書『タイガースの生いたち』の中で「復員していれば、人柄からみて必ずタイガースの監督になっていた」と述べている[3]。

## 詳細情報

### 年度別打撃成績
| 年 度     | 球 団     | 試 合 | 打 席 | 打 数 | 得 点 | 安 打 | 二 塁 打 | 三 塁 打 | 本 塁 打 | 塁 打 | 打 点 | 盗 塁 | 盗 塁 死 | 犠 打 | 犠 飛 | 四 球 | 敬 遠 | 死 球 | 三 振 | 併 殺 打 | 打 率 | 出 塁 率 | 長 打 率 | O P S |
| --------- | --------- | ----- | ----- | ----- | ----- | ----- | -------- | -------- | -------- | ----- | ----- | ----- | -------- | ----- | ----- | ----- | ----- | ----- | ----- | -------- | ----- | -------- | -------- | ----- |
| 1936春夏  | 大阪      | 11    | 49    | 44    | 3     | 21    | 3        | 2        | 0        | 28    | 9     | 0     | --       | 1     | --    | 4     | --    | 0     | 3     | --       | .477  | .521     | .636     | 1.157 |
| 1936秋    | 大阪      | 31    | 138   | 108   | 17    | 31    | 5        | 1        | 0        | 38    | 21    | 8     | --       | 4     | --    | 26    | --    | 0     | 11    | --       | .287  | .425     | .352     | .777  |
| 通算：1年 | 通算：1年 | 42    | 187   | 152   | 20    | 52    | 8        | 3        | 0        | 66    | 30    | 8     | --       | 5     | --    | 30    | --    | 0     | 14    | --       | .342  | .451     | .434     | .885  |

- 各年度の太字はリーグ最高

### 背番号
- 2 （1936年）